# 中村和希
中村 和希（なかむら かずき、1995年10月26日 - ）は、大阪府大阪市阿倍野区出身のプロ野球選手（外野手）。左投左打。NPB在籍当時は育成選手だった。2023年以降の登録名は「和希」。

## 来歴

### プロ入り前
阪南中時代は奈良の生駒ボーイズでプレー。日本少年野球選手権で優勝、ジャイアンツカップ8強など実績を残した。
大阪桐蔭高時代、チームとしては春・夏通じて4度の甲子園に出場し、2年次は1学年先輩の藤浪晋太郎、同期の森友哉を擁して春夏連覇を達成するが、自身はベンチ外であった。高校時代の公式戦への出場は、3年次春の大阪府大会で立った1打席のみであった。
高校卒業後は、天理大学に進学し阪神大学野球連盟に加盟する硬式野球部で野球を続ける。3年次からレギュラーとなり、4年次には第66回全日本大学野球選手権大会にも出場した。
2017年10月26日に行われたプロ野球ドラフト会議では、東北楽天ゴールデンイーグルスから育成選手ドラフト3位指名を受け、入団した。背番号は134。

### 楽天時代
2018年はイースタン・リーグ公式戦10試合で9打数1安打とプロのレベルについていけなかったが、2019年は二軍で初の猛打賞を記録するなど、41試合の出場で打率.245と一定の成長を見せる。しかし、2020年は32試合の出場で打率.197と不調に終わり、支配下契約を結べぬまま11月5日に球団より戦力外通告を受けた。同年の12球団合同トライアウトに参加。カウント1-1からのシート打撃形式で5打席に立ち、1安打、1四球も3三振を喫した。

### ルートインBCリーグ・福井時代
2021年2月2日、ベースボール・チャレンジ・リーグ（ルートインBCリーグ）の福井ワイルドラプターズに、コーチ兼任選手として入団することが発表された。福井では失投を打ち損じないように確実性の向上や三振を減らすことなどをテーマに置いて打撃に取り組んだ結果、チームトップの打率.346をマーク。西地区首位打者のタイトルを獲得したが、同年9月27日、自由契約となり退団した。12月8日に最後の機会となる2度目の合同トライアウトに参加。楽天時代のユニフォームを着て6打席に立ち、中村恭平、村田透、飯塚悟史から安打を記録した。

### ルートインBCリーグ・埼玉時代
2022年1月7日、同じくベースボール・チャレンジ・リーグの埼玉武蔵ヒートベアーズに入団することが発表された。埼玉では1シーズンプレーし、シーズン終了後の9月16日に退団（自由契約）が発表された。

### 北海道フロンティアリーグ・士別時代
埼玉からの退団と同日に、北海道フロンティアリーグの士別サムライブレイズが中村の入団を発表した。同リーグにおいて、NPB所属経験のある選手の入団は中村が初である。この移籍は士別が埼玉と連携協定を結んでいることにより（他の元埼玉選手2名とともに）実施されたと、士別球団公式Twitterでは説明されている。シーズン終了後の10月25日に、退団（自由契約）が発表された。

### 九州アジアリーグ・北九州時代
2023年3月15日、九州アジアリーグの北九州下関フェニックスへの入団が発表された。ここでは登録名を名前のみの「和希」としている。2年目となる2024年は指名打者部門のベストナインに選出された。10月27日に自由契約での退団が発表された。

## 人物・プレースタイル
173cmと小柄であり、参考とする選手は同じく小柄で左打と共通点のある吉田正尚。2021年の合同トライアウトを視察した新庄剛志からは「ミート力はものすごくあって面白いとは思います」と評される一方、「ちょっと気になったのは左バッターで打った後、ファーストまで4秒3くらいかかっていたので、その点は惜しいかなと思った」と、足の遅さを指摘されている。

## 詳細情報

### 年度別打撃成績
- 一軍公式戦出場なし

### 独立リーグでの打撃成績
| 年 度    | 球 団             | 試 合 | 打 席 | 打 数 | 得 点 | 安 打 | 二 塁 打 | 三 塁 打 | 本 塁 打 | 塁 打 | 打 点 | 盗 塁 | 盗 塁 死 | 犠 打 | 犠 飛 | 四 球 | 敬 遠 | 死 球 | 三 振 | 併 殺 打 | 打 率 | 出 塁 率 | 長 打 率 | O P S |
| -------- | ----------------- | ----- | ----- | ----- | ----- | ----- | -------- | -------- | -------- | ----- | ----- | ----- | -------- | ----- | ----- | ----- | ----- | ----- | ----- | -------- | ----- | -------- | -------- | ----- |
| 2021     | 福井              | 57    | 226   | 211   | 28    | 73    | 10       | 1        | 2        | 91    | 24    | 4     | 3        | 0     | 1     | 10    | -     | 4     | 25    | 1        | .346  | .385     | .431     | .816  |
| 2022     | 埼玉              | 58    | 242   | 221   | 24    | 61    | 8        | 3        | 0        | 75    | 25    | 5     | 3        | 0     | 2     | 18    | -     | 1     | 27    | 7        | .276  | .331     | .339     | .670  |
| 2022     | 士別              | 3     | 12    | 11    | 2     | 2     | 0        | 0        | 0        | 2     | 1     | 0     | 0        | 0     | 0     | 1     | -     | 0     | 2     | 1        | .182  | .250     | .182     | .432  |
| 2023     | 北九州 北九州下関 | 50    | 152   | 134   | 17    | 40    | 6        | 2        | 1        | 53    | 22    | 1     | 0        | 0     | 4     | 12    | -     | 2     | 19    | 2        | .299  | .355     | .396     | .751  |
| 2024     | 北九州 北九州下関 | 76    | 323   | 278   | 39    | 87    | 16       | 1        | 6        | 123   | 63    | 2     | 1        | 0     | 4     | 34    | -     | 7     | 25    | 5        | .313  | .396     | .442     | .838  |
| BCL：2年 | BCL：2年          | 115   | 468   | 432   | 52    | 134   | 18       | 4        | 2        | 166   | 49    | 9     | 6        | 0     | 3     | 28    | -     | 5     | 52    | 8        | .310  | .357     | .384     | .741  |
| HFL：1年 | HFL：1年          | 3     | 12    | 11    | 2     | 2     | 0        | 0        | 0        | 2     | 1     | 0     | 0        | 0     | 0     | 1     | -     | 0     | 2     | 1        | .182  | .250     | .182     | .432  |
| KAL：2年 | KAL：2年          | 126   | 475   | 412   | 56    | 127   | 22       | 3        | 7        | 176   | 85    | 3     | 1        | 0     | 8     | 46    | -     | 9     | 44    | 7        | .308  | .383     | .427     | .810  |

- 2024年シーズン終了時。

### 背番号
- 134（2018年 - 2020年）
- 26（2021年 - 2022年9月15日、2023年 - 2024年）
- 25（2022年9月16日 - 10月25日）

### 登録名
- 中村 和希（なかむら かずき、2018年 - 2022年）
- 和希（かずき、2023年 - 2024年）